# Кресей
Кресе́й (фр. и окс. Creysseilles) — коммуна во Франции, находится в регионе Рона — Альпы. Департамент коммуны — Ардеш. Входит в состав кантона Прива. Округ коммуны — Прива.
Код INSEE коммуны 07074.

## Население
Население коммуны на 2008 год составляло 132 человека.
| 1962 | 1968 | 1975 | 1982 | 1990 | 1999 | 2008 |
| ---- | ---- | ---- | ---- | ---- | ---- | ---- |
| 84   | 114  | 98   | 107  | 116  | 110  | 132  |

## Экономика

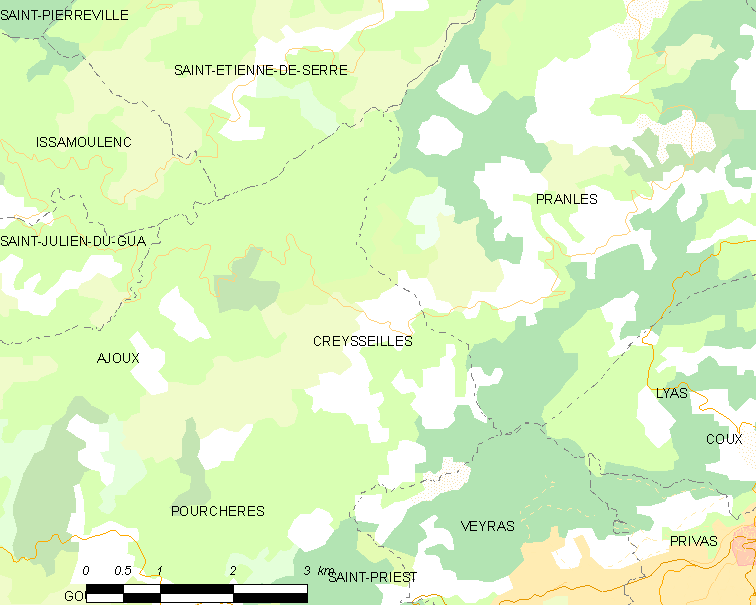
Карта коммуны

В 2007 году среди 85 человек в трудоспособном возрасте (15-64 лет) 65 были экономически активными, 20 — неактивными (показатель активности — 76,5 %, в 1999 году было 73,0 %). Из 65 активных работали 56 человек (29 мужчин и 27 женщин), безработных было 9 (6 мужчин и 3 женщины). Среди 20 неактивных 5 человек были учениками или студентами, 7 — пенсионерами, 8 были неактивными по другим причинам.

## Достопримечательности
- Церковь Св. Андрея
- Пещера Камисар — пещера гугенотов, служила убежищем для протестантов во время драгонады[2]